# Sophora albescens
Sophora albescens är en ärtväxtart som först beskrevs av Alfred Rehder, och fick sitt nu gällande namn av C.Y.Ma. Sophora albescens ingår i släktet soforor, och familjen ärtväxter. Inga underarter finns listade i Catalogue of Life.